# Liu He
Liu He (chinês simplificado: 刘鹤, pinyin: Liú Hè; nascido em 25 de janeiro de 1952) é um economista e político chinês, atual membro do Politburo do Partido Comunista da China e um dos Vice-Primeiro-Ministros da República Popular da China. Liu também é diretor do gabinete que serve na Comissão Central de Assuntos Econômicos e Financeiros do Partido Comunista da China; este último chefiado pelo secretário-geral do partido, Xi Jinping. Ele foi nomeado vice-premier em 19 de março de 2018 e dirige o Comitê de Estabilidade e Desenvolvimento Financeiro.

## Biografia

### Vida pregressa
Liu nasceu em Pequim. Ele estudou junto com Xi Jinping na Escola Secundária 101 de Pequim. 

### Educação
Liu se formou em Economia Industrial na Universidade Popular da China. Posteriormente, estudou na Universidade Seton Hall e recebeu seu Mestrado em Administração Pública na Universidade de Harvard.

### Carreira
Ele publicou amplamente sobre macroeconomia, política de desenvolvimento industrial e econômico chinesa, nova teoria econômica e indústria da informação. Trabalhou sucessivamente na Comissão Nacional de Planejamento, no Centro de Informações do Estado e no Centro de Pesquisa em Desenvolvimento do Conselho de Estado.
A partir de 2013, Liu começou a assessorar o Secretário-Geral Xi Jinping em uma série de iniciativas econômicas e acreditava-se ser um dos principais arquitetos da política econômica chinesa na época. Também foi membro do 18º Comitê Central do Partido. Liu fez um discurso de abertura no Fórum Econômico Mundial de 2018 em Davos.
No 19º Congresso do Partido, realizado em outubro de 2017, Liu foi promovido ao Politburo. Em março de 2018, Liu He foi nomeado Vice-Primeiro-Ministro da República Popular da China. Em maio de 2018, Liu He foi apontado como o principal negociador na guerra comercial entre China e Estados Unidos. No início de outubro de 2019, Liu He negociou com seus colegas dos EUA um acordo comercial preliminar.

### Relação com Xi Jinping
Liu geralmente é descrito como "um dos tecnocratas em quem Xi Jinping mais confia".